# ویتالیس ساموئلوفس
ویتالیس ساموئلوفس (روسی: Виталий Анатольевич Самойлов؛ زادهٔ ۱۷ آوریل ۱۹۶۲) بازیکن هاکی روی یخ لتونیایی‌تبار اهل شوروی بود.